# Tommy Holmgren
Tommy Holmgren, född 8 januari 1959 i Palohuornas i Hakkas församling, är en före detta svensk fotbollsspelare.  
Han blev känd som en snabb, dribblingsstark, vänsterfotad yttermittfältare. Tommy Holmgren startade sin karriär i Gällivare SK. 1977 värvades han och hans storebror Tord Holmgren av IFK Göteborg.  
Med IFK Göteborg vann Tommy Holmgren fyra SM-guld (1982, 1983, 1984 och 1987), tre Svenska Cupvinster (1979, 1982 och 1983) och var med och vann Uefacupen 1982 och 1987.  
Han spelade även 26 landskamper i det svenska landslaget. Holmgren debuterade den 12 augusti 1981 i träningslandskampen mot Bulgarien på Rimnersvallen, och var i landslagets startelva i ett dussin EM- och VM-kvalmatcher innan han startade sin sista 26:e landskamp, som blev mot Österrike i träningslandskampen 14 maj 1986 i Salzburg.
Tommy Holmgren spelade bland annat fram Dan Corneliusson till 1–0-målet borta mot Hamburg i Uefacupfinalen 1982, och gjorde det tredje målet efter att Torbjörn Nilsson gjort två i Europacupens semifinal mot FC Barcelona på Ullevi  den 1 april 1986.
Efter den andra Uefacup-titeln 1987 började skadorna alltmer påverka Tommy Holmgrens karriär, och hans sista match i IFK Göteborg blev mot IFK Norrköping i den allsvenska avslutningen den 1 oktober 1989. Han blev under sina tolv år i IFK Göteborg en av de stora i klubbens historia.   Såväl Tommy Holmgren som brodern Tord har spelat över 500 A-lagsmatcher för IFK Göteborg.
Tommy Holmgren flyttade efter fotbollskarriären tillbaka till Gällivare och avslutade fotbollen med några säsonger i sin tidigare klubb Gällivare SK där han var spelande tränare.